# Selección de fútbol sub-22 de Uruguay
La selección de fútbol de Uruguay sub-22 es el equipo de fútbol que representa a Uruguay compuesto por jugadores masculinos menores de 22 años. La selección se conforma cada cuatro años para representar al país en los Juegos Panamericanos. Ha obtenido medallas de oro en 1983 y 2015, bronce en 2011, y el cuarto puesto en 1963 y 2019.

## Jugadores
Convocados para defender la selección en los Juegos Panamericanos 2019.

## Resultados

### Juegos Panamericanos
| Año                 | Fase              | Posición     | PJ           | PG           | PE           | PP           | GF           | GC           |
| ------------------- | ----------------- | ------------ | ------------ | ------------ | ------------ | ------------ | ------------ | ------------ |
| Buenos Aires 1951   | No clasificó      | No clasificó | No clasificó | No clasificó | No clasificó | No clasificó | No clasificó | No clasificó |
| México 1955         | No clasificó      | No clasificó | No clasificó | No clasificó | No clasificó | No clasificó | No clasificó | No clasificó |
| Chicago 1959        | No clasificó      | No clasificó | No clasificó | No clasificó | No clasificó | No clasificó | No clasificó | No clasificó |
| São Paulo 1963      | Pentagonal        | 4°           | 4            | 1            | 0            | 3            | 4            | 6            |
| Winnipeg 1967       | No clasificó      | No clasificó | No clasificó | No clasificó | No clasificó | No clasificó | No clasificó | No clasificó |
| Cali 1971           | No clasificó      | No clasificó | No clasificó | No clasificó | No clasificó | No clasificó | No clasificó | No clasificó |
| México 1975         | Fase de grupos    | 10°          | 2            | 0            | 1            | 1            | 1            | 2            |
| San Juan 1979       | No clasificó      | No clasificó | No clasificó | No clasificó | No clasificó | No clasificó | No clasificó | No clasificó |
| Caracas 1983        | Medalla de Oro    | 1°           | 4            | 4            | 0            | 0            | 5            | 1            |
| Indianápolis 1987   | No clasificó      | No clasificó | No clasificó | No clasificó | No clasificó | No clasificó | No clasificó | No clasificó |
| La Habana 1991      | No clasificó      | No clasificó | No clasificó | No clasificó | No clasificó | No clasificó | No clasificó | No clasificó |
| Mar del Plata 1995  | No clasificó      | No clasificó | No clasificó | No clasificó | No clasificó | No clasificó | No clasificó | No clasificó |
| Winnipeg 1999       | Fase de grupos    | 9°           | 4            | 0            | 1            | 3            | 2            | 9            |
| Santo Domingo 2003  | No clasificó      | No clasificó | No clasificó | No clasificó | No clasificó | No clasificó | No clasificó | No clasificó |
| Río de Janeiro 2007 | No clasificó      | No clasificó | No clasificó | No clasificó | No clasificó | No clasificó | No clasificó | No clasificó |
| Guadalajara 2011    | Medalla de Bronce | 3°           | 5            | 2            | 1            | 2            | 6            | 8            |
| Toronto 2015        | Medalla de Oro    | 1°           | 5            | 4            | 0            | 1            | 8            | 2            |
| Lima 2019           | Cuarto puesto     | 4°           | 5            | 3            | 0            | 2            | 7            | 4            |
| Santiago 2023       | Fase de grupos    | Por definir  | 3            | 1            | 0            | 2            | 1            | 2            |
| Barranquilla 2027   | Por disputar      | -            | 0            | 0            | 0            | 0            | 0            | 0            |
| Total               | 7/19              | 7º           | 29           | 14           | 3            | 12           | 33           | 32           |